# Conchita Wurst
Thomas Neuwirth (født 6. november 1988 i Gmunden), bedre kendt i rollen som drag-artisten Conchita Wurst, er en østrigsk sanger, der vandt Eurovision Song Contest 2014 for Østrig med sangen "Rise Like a Phoenix". Thomas voksede op i en lille landsby i den østrigske delstat Steiermark, Bad Mitterndorf, hvor hans forældre har et mindre hotel/kro. 

## Karriere
Som Tom Neuwirth deltog han i 2006 i den tredje sæson af det østrigske show Starmania, hvor han blev nummer to efter Nadine Beiler. Året efter dannede han boybandet Jetzt anders!, som dog gik i opløsning senere samme år. I 2011 debuterede han som Conchita Wurst i den østrigske tv-station ORF's show Die große Chance, og året efter deltog han i det østrigske udvælgelsesshow til Eurovision Song Contest 2012 med sangen "That's What I Am". Sangen blev nummer to efter duoen Trackshittaz.

### Eurovision Song Contest 2014
Den 10. september 2013 meddelte ORF, at Conchita Wurst var blevet udvalgt til at repræsentere Østrig i Eurovision Song Contest 2014 i København. Udvælgelsen førte senere til protester i Hviderusland, hvor en underskriftsindsamling blev afleveret til hviderussisk tv med kravet om, at de klippede Wursts optræden ud under den direkte transmission. Gruppen bag underskriftsindsamlingen mente, at Conchita Wurst i skikkelse af drag queen var med til at promovere "en uacceptabel livsstil" samt at gøre Eurovision Song Contest til "et arnested for sodomi". En lignende protestbevægelse opstod i december 2013 i Rusland
Den 18. marts 2014 blev det offentliggjort, at Conchita Wurst skulle synge sangen "Rise Like a Phoenix", med musik og tekst af Charly Mason, Joey Patulka, Ali Zuckowski og Julian Maas. Sangen vandt konkurrencen med 290 point.

## Diskografi

### Singler
| År   | Titel                 | Bedste placering | Bedste placering | Album             |
| År   | Titel                 | AUT              | DEU              | Album             |
| ---- | --------------------- | ---------------- | ---------------- | ----------------- |
| 2011 | "Unbreakable"         | 32               | -                | Non-album-singler |
| 2012 | "That's What I Am"    | 12               | -                | Non-album-singler |
| 2014 | "Rise Like a Phoenix" | 1                | 3                |                   |
| 2014 | "Heroes"              | 4                | 88               |                   |
| 2015 | "You Are Unstoppable" | 13               | 53               |                   |

### Albummer
| År   | Titel                   | Bedste placering   |
| ---- | ----------------------- | ------------------ |
| 2015 | "Conchita"              | Endnu ikke udgivet |
| 2018 | "From Vienna with Love" |                    |
| 2019 | "Truth Over Magnitude"  |                    |